# Heinrich H. Meßler
Heinrich H. Meßler (* 24. Februar 1950 in Köln) ist ein deutscher Mediziner und Facharzt für Orthopädie und Unfallchirurgie, spezielle orthopädische Chirurgie und Physiotherapie. Er lehrt als Professor an der medizinischen Fakultät der Rheinischen Friedrich-Wilhelms-Universität Bonn.

## Leben
Nach dem Medizinstudium an den Universitäten Frankfurt, Köln und Düsseldorf absolvierte er seine Assistenzjahre in Köln und Zürich. 1980 wurde er mit der Dissertation Untersuchungen über den Einfluss textiler Spurenträger auf die Blutspur an der Universität zu Köln promoviert. Ab 1982 war er als Oberarzt am St. Franziskus-Hospital in Köln-Ehrenfeld tätig. 1988 habilitierte Meßler sich im Fach Orthopädie mit einer Arbeit über den Knochenstoffwechsel.
Seit 1991 war Meßler Chefarzt der Orthopädischen Klinik am Ordens-Krankenhaus Neuwerk in Mönchengladbach. Seit 2005 war er dort auch Ärztlicher Direktor. Zu seinen Schwerpunkten im chirurgischen Bereich zählten vor allem Gelenkersatzoperationen, weitere Spezialgebiete waren die konservative Orthopädie sowie die Wirbelsäulen-, Hand- und Fußchirurgie.  Unter seiner Leitung hat sich die Orthopädie am Krankenhaus Neuwerk zu einem Versorgungsschwerpunkt im Bereich der Hüft- und Knieendoprothesen entwickelt. Jährlich werden über 700 Kunstgelenke implantiert.
Meßler war von 2015 bis 2023 Präsident des Vereins für Deutsche Schäferhunde (SV).

## Veröffentlichungen
- Tierexperimentelle Untersuchungen zur Beeinflussung der Wachstumsfuge und des Knochens durch Kalziumantagonisten. 1988.
- Beeinflussung der Wachstumsfuge und des Knochens durch Kalziumantagonisten. Thieme, Stuttgart 1991, ISBN 3-13-762501-7.